# Алкогольная марка
Алкогольные марки (специальная или акцизная) — марки, предназначенные для отслеживания происхождения алкогольных напитков. Введены в использование на территории РФ в 2006 году. На марках изображён штрихкод в формате PDF417, который позволяет с помощью ЕГАИС установить производителя каждой бутылки.
Фальсифицировать наклейки крайне трудно, поскольку они обладают 17 отличительными особенностями, не все из которых видны невооружённым глазом. В их число входят:
- защитная металлическая нить (1);
- голограмма (2);
- аббревиатура РФ, меняющая цвет при наблюдении под углом (3);
- надпись «Россия», видимая при наблюдении под углом (4);
- микротекст «Федеральная специальная марка» (5);
- фигурная надсечка, предотвращающая повторное использования марки (6);
- участок, изменяющий при нагревании цвет (7);
- гильоширная композиция.